# Peter Grönvall
Peter Grönvall, nacido el 20 de agosto de 1963 en Estocolmo, es hijo del antiguo componente de ABBA Benny Andersson y Christina Grönvall. Ha desarrollado su carrera en Suecia como pianista, productor y compositor.
Dedicado toda su vida a la música, perteneció a diferentes grupos musicales en la década de los '70 y '80.

## Sound of Music(entre 1986 y 1988)
Formado por Peter Grönvall, Angelique Widengren (con la que mantenía una relación sentimental) y Nanne Nordqvist (la que luego pasaría a ser su esposa).
Compitieronn en el Melodifestivalen 1986 con el tema "Eldorado", alcanzando la cuarta posición. El sencillo alcanzó la sexta posición en la lista de ventas sueca, y le siguió un álbum titulado "Sound of Music" (cuyos temas estaban totalmente en inglés). 
Un año más tarde, volvieron a presentarse al Melodifestivalen, esta vez con el tema "Alexandra" y consiguiendo nuevamente la cuarta posición. Su nuevo álbum, titulado "II" consiguió poca repercusión, alcanzando durante dos semanas el puesto número 50 en la lista de los discos más vendidos. 
Esta formación no tuvo un gran éxito comercial. Al romper Peter su relación sentimental con Angelique, el grupo acabó disolviéndose. 

## Peter's Pop Squad(entre 1989 y 1990)
Tras la disolución de Sound of Music, Peter (y Nanne) trabajaron brevemente en un proyecto llamado Peter's Pop Squad. Otros miembros de esta nueva agrupación fueron Torbjörn Stener, Maria Rådsten y Cecilia Ringquist. 
Publicaron un sencillo titulado "Have You Heard" en 1989. Las letras de este tema tratan, aparentemente, con la rotura de Peter y Angelique, y la nueva relación surgida de éste con Nanne. Tampoco tuvo una gran repercusión comercial. 

## One More Time(1991 - 1998)
Originalmente un cuarteto (Peter, Nanne, Maria Rådsten y Therese Löf), el grupo comenzó su carrera en 1992 con la publicación del sencillo "Highland", que consiguió un gran éxito en el norte de Europa (fue número 2 en la lista de ventas de Suecia). 
Un año más tarde, se publicó un álbum con el mismo nombre. Peter se encargó de componer los temas con las que Maria Rådsten y Therese Löf participaron en el Melodifestivalen 1992. Poco después, Therese abandonaría el grupo.
1994 fue testigo del nacimiento de un segundo álbum, cuya música fue compuesta en su totalidad por Peter', con la colaboración de Ulf Söderberg como arreglista y productor. Todos los temas fueron escritos en inglés.
En 1995, Peter y el resto de One More Time colaboraron en el álbum debut de la artista Cecilia Vennersten, y su éxito nacional "Det Vackraste" (tema que tomó parte en la edición de 1995 del Melodifestivalen). A pesar de conseguir únicamente la segunda posición en dicho festival, fue galardonada con el premio a la 'Mejor Canción de Año'.
En 1996, la formación de Peter toma parte en el Melodifestivalen 1996 para participar en el Festival de la Canción de Eurovisión 1996 con el tema Den vilda, y en esta ocasión, consiguen la victoria y pasan a representar a Suecia en Oslo, donde consiguen la tercera posición. El tema entra en el top 10 de los temas más vendidos del país, y supone la tarjeta de un nuevo álbum homónimo.
En 1997, se publica una versión en inglés de dicho álbum. Un año más tarde, el grupo se disolvería, y tanto Nanne como Maria comenzarían carreras en solitario.
Además de los trabajos de compositor para las formaciones de las que ha sido miembro, Peter Grönvall ha sido el hombre tras la banda sonora original de las dos películas sobre Kalle Blomkvist. Estas películas están basadas en las novelas homónimas de Astrid Lindgren, y narran las historias de unos jóvenes detectives. La primera de estas películas se tituló "De Hjältemodiga" ("Los Héroes") y su banda sonora fue interpretada por One More Time. En la segunda parte, llamada "Vita Rosen" ("La Rosa Blanca"), los temas fueron interpretados por Sanna Nielsen.